# 马特·弗雷杰
马修·韦恩·弗雷杰（英語：Matthew Wayne Freije，1981年10月2日—），黎巴嫩/美国NBA联盟的职业篮球运动员。他在2004年的NBA选秀中第2轮第53顺位被迈阿密热火选中。